# Боніфачо (протока)
Боніфачó (фр. Bouches de Bonifacio; італ. Bocche di Bonifacio; корс. Bucchi di Bunifaziu; сард. Buccas de Bonifatziu; ліг. Bocche de Bunifazziu; лат. Fretum Gallicum) — протока між островами Корсика та Сардинія, що з'єднує Тірренське море зі сходу та Середземне море із заходу. Ширина протоки — понад 11 км, довжина — 19 км, глибина — до 69 м.
На північному березі розташоване корсиканське місто Боніфачо. У протоці розташовані маленький архіпелаг Лавецці. На південній стороні протоки на острові Сардинія розташовується містечко Санта-Тереза-Галлура.
У протоці діє система поділу руху. Судна, що прямують через протоку зі сходу на захід, мають виходити на зв'язок на 16-му і 10-му каналах УКХ (ультракоротких хвиль) із контрольною станцією Пертузату (фр. Pertusato), розташованою на острові Корсика (Франція). Судна, що прямують через протоку із заходу на схід, мають виходити на зв'язок із контрольною станцією на острові Маддалена (Італія).
З 2002 року протока Боніфачо — кандидат у Попередньому списку на статус об'єкта Всесвітньої спадщини ЮНЕСКО.